# Абд ар-Рахман ібн Мумін
Абд ар-Рахман ібн Мумін (д/н — 1006) — 6-й емір Волзької Болгарії у 985/988—1006 роках. Вважається засновником Казані — сучасної столиці Татарстану.

## Життєпис
Походив з династії Дуло, суварської гілки. Син Муміна ібн Ахмада. Можливо окрім ісламського імені Абд ар-Рахман мав булгарське — Масгут.
Посів трон між 985 і 988 роками. Підтвердив мирні відносини з Володимиром Святославичем, великим князем Київським. Видав за нього свою доньку. На час панування Абд ар-Рахмана кордони держави поширилися до гирла річки Волга та узбережжя Каспійського моря навколо нього, а також кордонів Огузької держави. За цим приборкав повстання буртасів біля долини річки Сура.
Зберіг гарні відносини з Руссю навіть після прийняття Володимиром християнства. Завдяки цьому булгарські купці активно торгували з русами. Згодом виникає булгарська торговельна факторія в Рязані. З 1000 року більше значення набуває торгівля в фортеці Хусан-Кірмен, яка 1005 року набуває статуса міста.
Помер Абд ар-Рахман ібн Мумін 1006 року. Йому спадкував брат Ібрагім.